# 快速军团
快速军团（Gyorshadtest）是匈牙利王国陆军在第二次世界大战時期設立的一支机械化部队。該軍隊曾跟隨納粹德國參與南斯拉夫戰役。後來又參與烏曼戰役。1941年11月，快速军团返回布达佩斯。